# Hugo de León

Hugo Eduardo de León Rodríguez (Rivera, Uruguay, 27 de febrero de 1958) es un exfutbolista y entrenador uruguayo.
Como futbolista, se desempeñó como defensa en equipos de varios países, destacándose en Nacional y en Grêmio, equipos con los que conquistó la Copa Libertadores y la Copa Intercontinental.
Como entrenador se destacó en el Club Nacional de Football, ganando 3 Campeonatos Uruguayos entre los años 1998 y 2001 y consagrándose definitivamente como ídolo de los adherentes de ese equipo.
En 2009 comenzó a involucrarse en la política y fue el candidato a la vicepresidencia por el Partido Colorado junto a Pedro Bordaberry para las Elecciones presidenciales de Uruguay de 2009.

## Trayectoria

### Como jugador
De León empezó su carrera en Nacional, en el año 1977. Este fue su primer pasaje por el club de sus amores, en el que obtuvo importantes logros. En esta primera etapa en el equipo del Parque Central, De León obtuvo dos Campeonatos uruguayos (1977 y 1980) y una Copa Libertadores (1980). Durante la década de 1980 fue representado por su amigo personal, el empresario Francisco “Paco” Casal. En el año 1981, De León es transferido al Grêmio de Porto Alegre, club con el que gana la Copa Libertadores y la Copa Intercontinental de 1983. Luego de pasar por otros clubes de Brasil y España, donde jugó en el C.D. Logroñés, De León retorna a Nacional. En su segunda etapa en el equipo tricolor, De León consigue la Copa Libertadores y la Copa Intercontinental en 1988, así como la Copa Interamericana y la Recopa Sudamericana en 1989. Al final de 1989 De León es transferido a River Plate de Argentina, club con el que gana el Campeonato Argentino de 1989/1990 estando la mayoría del tiempo en el banco de suplentes. En 1992, De León vuelve a Nacional. En su tercera etapa en el club, De León gana el Campeonato Uruguayo de Primera División 1992 y se retira en 1993.

#### Selección nacional
De León defendió la camiseta de Uruguay en cuarenta y ocho oportunidades, entre julio de 1979 y junio de 1990. Con la Celeste, De León ganó la Copa de Oro de 1980 (también llamada Mundialito el cual era un torneo conmemorativo de los cincuenta años de la disputa del primer Mundial de Fútbol, que enfrentó a todos los campeones mundiales hasta esa fecha, excepto Inglaterra tomando su lugar Países Bajos). Además, disputó la Copa Mundial de Fútbol de 1990 en Italia.

### Como entrenador
Como entrenador, De León dirigió varios clubes en Uruguay, Brasil y México, entre los que destacan Nacional (1998-2001 y 2004), Monterrey (Clausura 2004) y Grêmio (2005). En Nacional, De León ganó los Campeonatos Uruguayos de 1998, 2000 y 2001, sumando un total de seis títulos locales en su haber (tres como jugador y tres como técnico).
A su vez, luego de haberse retirado del fútbol como jugador profesional recibió una oferta del empresario Francisco Casal para integrar la primera directiva de la empresa Tenfield, pero De León la rechazó porque quería seguir dedicándose al deporte.
De León ha estado enfrentado a la Asociación Uruguaya de Entrenadores de Fútbol, que ha argumentado que el título de entrenador que obtuvo en Brasil no lo habilita a desempeñarse en Uruguay. Sin embargo, esta situación fue dirimida en la justicia y fue habilitado a dirigir.

## Clubes

### Como futbolista
| Club         | País      | Año       |
| ------------ | --------- | --------- |
| Nacional     | Uruguay   | 1977-1980 |
| Grêmio       | Brasil    | 1981-1984 |
| Corinthians  | Brasil    | 1985      |
| Santos       | Brasil    | 1986-1987 |
| Logroñés     | España    | 1987-1988 |
| Nacional     | Uruguay   | 1988-1989 |
| River Plate  | Argentina | 1989-1990 |
| Nacional     | Uruguay   | 1991      |
| Botafogo     | Brasil    | 1991      |
| Toshiba S.C. | Japón     | 1991-1992 |
| Nacional     | Uruguay   | 1992-1993 |

### Como entrenador
| Club      | País    | Año       |
| --------- | ------- | --------- |
| Nacional  | Uruguay | 1998-2001 |
| Monterrey | México  | 2004      |
| Nacional  | Uruguay | 2004      |
| Grêmio    | Brasil  | 2005      |

## Palmarés

### Como futbolista

#### Torneos nacionales
| Título              | Club        | País      | Año     |
| ------------------- | ----------- | --------- | ------- |
| Campeonato Uruguayo | Nacional    | Uruguay   | 1977    |
| Campeonato Uruguayo | Nacional    | Uruguay   | 1980    |
| Serie A             | Grêmio      | Brasil    | 1981    |
| Primera División    | River Plate | Argentina | 1989-90 |
| Campeonato Uruguayo | Nacional    | Uruguay   | 1992    |

#### Torneos internacionales
| Título                             | Club                        | Sede         | Año  |
| ---------------------------------- | --------------------------- | ------------ | ---- |
| Campeonato Sudamericano            | Selección sub-20 de Uruguay | Venezuela    | 1977 |
| Copa Libertadores                  | Nacional                    | Montevideo   | 1980 |
| Copa de Oro de Campeones Mundiales | Selección de Uruguay        | Uruguay      | 1980 |
| Copa Libertadores                  | Grêmio                      | Porto Alegre | 1983 |
| Copa Intercontinental              | Grêmio                      | Tokio        | 1983 |
| Copa Libertadores                  | Nacional                    | Montevideo   | 1988 |
| Copa Intercontinental              | Nacional                    | Tokio        | 1988 |
| Recopa Sudamericana                | Nacional                    | Buenos Aires | 1989 |
| Copa Interamericana                | Nacional                    | Montevideo   | 1989 |

### Como entrenador

#### Torneos nacionales
| Título              | Equipo   | Sede    | Año  |
| ------------------- | -------- | ------- | ---- |
| Campeonato Uruguayo | Nacional | Uruguay | 1998 |
| Campeonato Uruguayo | Nacional | Uruguay | 2000 |
| Campeonato Uruguayo | Nacional | Uruguay | 2001 |

## Carrera política
En marzo de 2009, de cara a las internas de junio, De León sale a militar para el Partido Colorado, a la sazón muy alicaído en las encuestas.
El 16 de julio de 2009 se anunció formalmente que Hugo de León sería el candidato a la vicepresidencia por el Partido Colorado junto a Pedro Bordaberry en las Elecciones presidenciales de Uruguay de 2009.